# HOLiDAYS & GOING STEADY
『HOLiDAYS & GOING STEADY』（ホリデイズ・アンド・ゴーイング・ステディ）は、2002年3月6日にリリースされた、GOING STEADYとHOLiDAYS（2002年に解散）のスプリットシングルである。

## 概要
- GOING STEADYの4枚目シングルである。
- それぞれ新曲を1曲ずつとお互いの曲をカバーしている。(なお、どちらもカバー曲の歌詞は割愛されている)
- 4曲目の「駆け抜けて性春」は後にシングル「青春時代」にライブバージョンで収録されている。

## 収録曲
1. YOUR WORLD（HOLiDAYS）
2. FRIENDS（HOLiDAYS）
3. HOLIDAY（GOING STEADY）
4. 駆け抜けて性春（GOING STEADY）